# Teufelsgarten
Als Teufelsgarten (Kichwa: Supay chakra, spanisch Jardin del Curupira) werden im Regenwald des Amazonasgebiets natürlich vorkommende Monokulturen des Rötegewächses Duroia hirsuta bezeichnet. 
Der Volksglauben sieht die betroffenen Gebiete als von bösen Geistern bewohnt (daher der Name). Tatsächlich sind Ameisen der Spezies Myrmelachista schumanni die Verursacher. Sie leben mit Duroia hirsuta in Symbiose und verschaffen ihrem Symbionten einen Selektionsvorteil, indem sie alle anderen Pflanzen in ihrem Lebensraum mittels ihres Ameisengiftes töten. Hierzu injizieren sie das Gift – Hauptbestandteil ist die Ameisensäure – durch Biss vorzugsweise in die jungen Schösslinge der unerwünschten Pflanzen, die daraufhin absterben. Auf diese Weise sorgen die Ameisen für die Ausbreitung ihrer Gastpflanze, die deshalb zu den Ameisenpflanzen gezählt wird. Da die Ameisen die hohlen Stämme von Duroia hirsuta besiedeln, dient dies wiederum dem Ausbau und Fortbestand der eigenen Kolonie. 
Diese Symbiose, bei welcher der Baum den Ameisen Wohnhöhlen zur Verfügung stellt und dafür im Gegenzug vor lästiger Konkurrenz geschützt wird, scheint für beide Spezies sehr erfolgreich zu sein: der älteste von Forschern bislang beobachtete Teufelsgarten besteht seit immerhin ungefähr 800 Jahren.
In einem jeden Teufelsgarten siedelt nur eine einzige, mitunter riesige Ameisenkolonie, die sich aus bis zu 3 Millionen Arbeiterameisen und rund 15.000 Königinnen zusammensetzen kann. 